# Aachenosaurus
Aachenosaurus ('llangardaix d'Aachen') és un gènere dubtós de planta prehistòrica. Va ser anomenada basant-se únicament en fragments fossilitzats que originalment es van atribuir a fragments de la mandíbula d'un dinosaure hadrosàurid. Tanmateix, es va descobrir que els fòssils en realitat eren fusta petrificada.
Un sinònim d'Aachenosaurus és Aachenoxylon, que va ser anomenat pel Dr. Maurice Hovelacque l'any 1889/1890.